# 베르니나 고개
베르니나 고개(이탈리아어: Passo del Bernina)는 스위스 동부의 그라우뷘덴주에 있는 알프스의 베르니나산맥에 있는 해발 약 2,328m의 높은 산길이다. 그것은 엔가딘 계곡에 있는 유명한 리조트 타운인 생모리츠와 이탈리아어를 구사하는 발포스키아보를 연결하며, 이곳은 발텔리나의 이탈리아어 마을 티라노에서 끝난다. 이 고개는 피츠 베르니나에서 동쪽으로 몇 킬로미터, 발 마이너에서 남쪽으로 몇 킬로미터 떨어져 있다.
베르니나 고개는 하우프트슈트라제 29 도로와 베르니나 철도 노선이 교차하며 인기 있는 관광 열차인 베르니나 익스프레스가 연중 쿠어와 티라노 사이를 운행한다. 기차는 약간 낮은 2,253m(오스피조 베르니나에서)에서 도로 서쪽으로 통과한다. 이것은 유럽에서 가장 접착력이 높은 철도 노선이다.
고개에는 비앙코 호수, 레이 나이어(Lej Nair)와 레이 피첸(Lej Pitschen)와 같은 호수들이 있다.

## 역사
이 고개는 중세 시대에 알프스를 넘는 중요한 무역로였다. 1410년에 고개의 북쪽과 남쪽에 있는 여러 공동체가 그것을 유지하기 위해 협력하기로 합의했다. 1512년 3개 동맹과 스위스 동맹군은 베르니나 고개를 통해 발텔리나 지역을 침공했다. 이때 이 고개를 넘는 첫 번째 도로가 언급되었다. 그것은 포스키아보에서 폰트레시나까지 약 32km의 거리를 커버했다.
도로 건설은 1842년에 시작되었다. 엔지니어의 수장은 추오츠의 루돌프 알베르티니(Rudolf Albertini, 1821-1896)였다. 작업은 1865년에 끝났고 2,307m 높이의 호스피스도 문을 열었다. 이때부터 도로는 여러 번 확장되었고, 1965년 이후로는 8개월 동안 눈이 내렸음에도 불구하고 일년내내 열려 있다.

## 기후
| 베르니나 고개 (1981-2010)의 기후 | 베르니나 고개 (1981-2010)의 기후 | 베르니나 고개 (1981-2010)의 기후 | 베르니나 고개 (1981-2010)의 기후 | 베르니나 고개 (1981-2010)의 기후 | 베르니나 고개 (1981-2010)의 기후 | 베르니나 고개 (1981-2010)의 기후 | 베르니나 고개 (1981-2010)의 기후 | 베르니나 고개 (1981-2010)의 기후 | 베르니나 고개 (1981-2010)의 기후 | 베르니나 고개 (1981-2010)의 기후 | 베르니나 고개 (1981-2010)의 기후 | 베르니나 고개 (1981-2010)의 기후 | 베르니나 고개 (1981-2010)의 기후 |
| 월                               | 1월                              | 2월                              | 3월                              | 4월                              | 5월                              | 6월                              | 7월                              | 8월                              | 9월                              | 10월                             | 11월                             | 12월                             | 연간                             |
| -------------------------------- | -------------------------------- | -------------------------------- | -------------------------------- | -------------------------------- | -------------------------------- | -------------------------------- | -------------------------------- | -------------------------------- | -------------------------------- | -------------------------------- | -------------------------------- | -------------------------------- | -------------------------------- |
| 일평균 최고 기온 °C (°F)         | −3.7 (25.3)                      | −3.7 (25.3)                      | −1.4 (29.5)                      | 1.5 (34.7)                       | 7.0 (44.6)                       | 11.1 (52.0)                      | 14.0 (57.2)                      | 13.4 (56.1)                      | 9.4 (48.9)                       | 5.5 (41.9)                       | −0.2 (31.6)                      | −3.0 (26.6)                      | 4.2 (39.6)                       |
| 일일 평균 기온 °C (°F)           | −7.2 (19.0)                      | −7.5 (18.5)                      | −5.3 (22.5)                      | −2.4 (27.7)                      | 2.7 (36.9)                       | 6.4 (43.5)                       | 9.2 (48.6)                       | 8.9 (48.0)                       | 5.2 (41.4)                       | 1.7 (35.1)                       | −3.5 (25.7)                      | −6.3 (20.7)                      | 0.2 (32.4)                       |
| 일평균 최저 기온 °C (°F)         | −10.8 (12.6)                     | −11.2 (11.8)                     | −8.8 (16.2)                      | −5.5 (22.1)                      | −0.6 (30.9)                      | 2.8 (37.0)                       | 5.6 (42.1)                       | 5.4 (41.7)                       | 2.4 (36.3)                       | −1.0 (30.2)                      | −6.3 (20.7)                      | −9.6 (14.7)                      | −3.1 (26.4)                      |
| 평균 강수량 mm (인치)            | 109 (4.3)                        | 83 (3.3)                         | 110 (4.3)                        | 165 (6.5)                        | 175 (6.9)                        | 160 (6.3)                        | 146 (5.7)                        | 149 (5.9)                        | 152 (6.0)                        | 178 (7.0)                        | 187 (7.4)                        | 125 (4.9)                        | 1,738 (68.4)                     |
| 평균 강설량 cm (인치)            | 107.4 (42.3)                     | 86 (34)                          | 105.4 (41.5)                     | 146.1 (57.5)                     | 49.1 (19.3)                      | 9.6 (3.8)                        | 2.1 (0.8)                        | 2.1 (0.8)                        | 9.7 (3.8)                        | 46.3 (18.2)                      | 114 (45)                         | 113.9 (44.8)                     | 791.7 (311.7)                    |
| 평균 강수일수 (≥ 1.0 mm)         | 7.6                              | 6.9                              | 7.9                              | 10.6                             | 13.1                             | 11.5                             | 11.4                             | 12.0                             | 9.3                              | 10.5                             | 9.5                              | 8.5                              | 118.8                            |
| 평균 강설일수 (≥ 1.0 cm)         | 8                                | 7.9                              | 8.9                              | 11                               | 5.3                              | 1.6                              | 0.3                              | 0.4                              | 1.8                              | 5.2                              | 9.2                              | 8.5                              | 68.1                             |
| 평균 상대 습도 (%)               | 63                               | 65                               | 67                               | 72                               | 72                               | 69                               | 67                               | 70                               | 71                               | 70                               | 68                               | 66                               | 68                               |
| 출처: MeteoSwiss                 |                                  |                                  |                                  |                                  |                                  |                                  |                                  |                                  |                                  |                                  |                                  |                                  |                                  |

## 갤러리

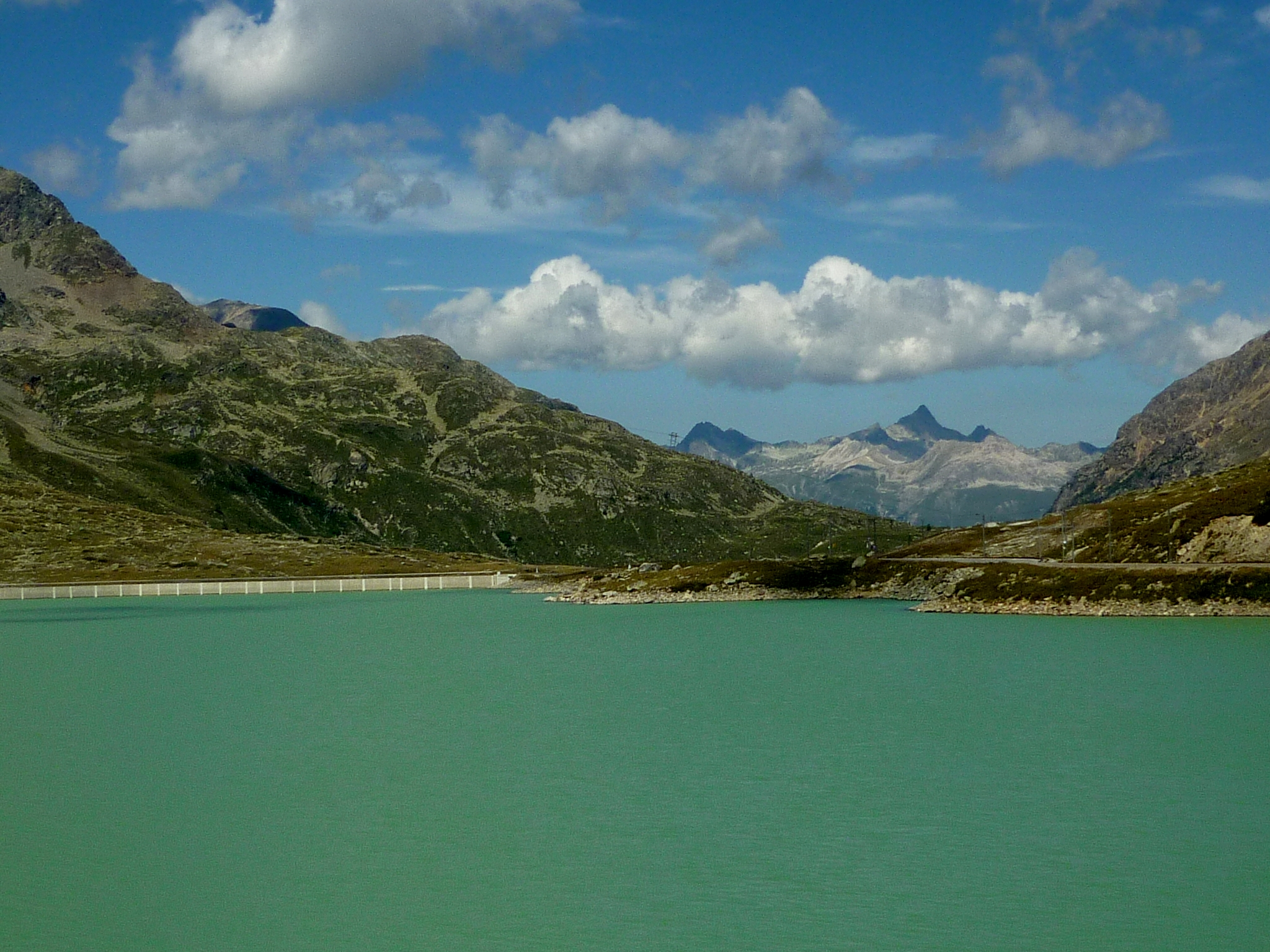
베르니나 고개의 라고 비앙코 (하얀 호수라는 의미)
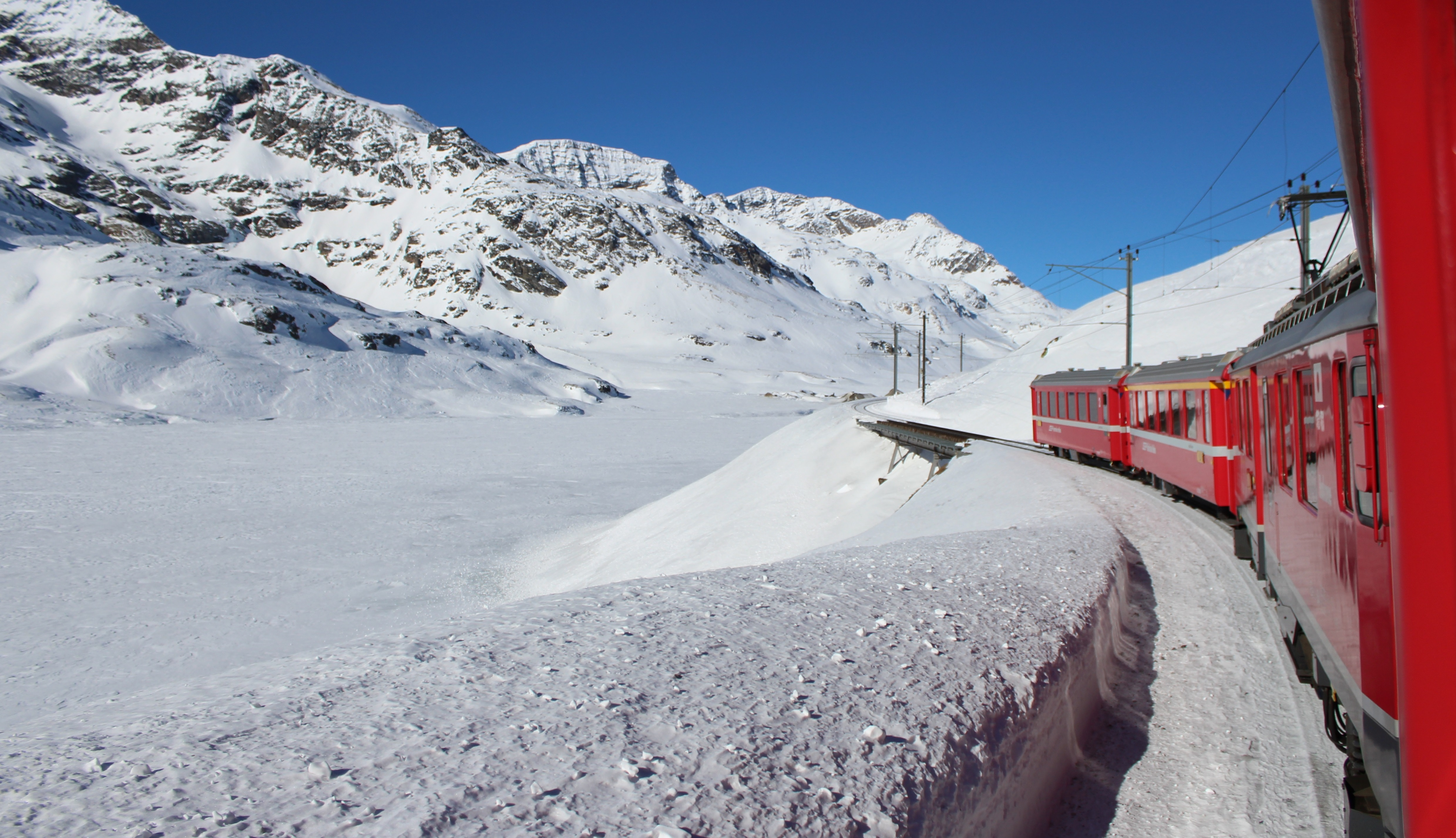
겨울 열차로 지나가는 베르니나 고개